# Janusz Zerbst
Janusz Zerbst (ur. 27 czerwca 1949 w Warszawie) – polski aktor teatralny i filmowy.

## Życiorys
W 1969 zdał egzamin na Wydział Aktorski PWST im. Aleksandra Zelwerowicza w Warszawie, w 1974 studiował na Wydziale Aktorskim PWSFTviT w Łodzi, na roku dyplomowym relegowany ze studiów. W 1982 zdał w Warszawie egzamin eksternistyczny dla aktorów dramatu.

## Wybrana filmografia
- 1973: Wielka miłość Balzaka – Jerzy Mniszech, mąż Anny
- 1979: Gazda z Diabelnej – Janek
- 1982: Krzyk – Niedźwiecki, mąż kuratorki
- 1997–2008: Klan – ojciec Jacka Boreckiego
- 1998: Ekstradycja 3 – szef UOP-u
- 2001: Quo vadis – prefekt Rzymu